# Ángel Rubio (Physiker)
Ángel Rubio (* 27. September 1965 in Oviedo) ist ein spanischer theoretischer Physiker und Direktor am Max-Planck-Institut für Struktur und Dynamik der Materie in Hamburg sowie Distinguished Research Scientist beim Center for Computational Quantum Physics (CCQ) der Forschungsabteilung Flatiron Institute der Simons Foundation in New York City.

## Leben
Rubio studierte Physik an der Universität Valladolid, die ihm 1988 die Licenciatura verlieh und ihn 1991 zum Doktor der Naturwissenschaften promovierte.
Nach einer einjährigen Tätigkeit als Assistenzprofessor (Profesor Titular Interino de Universidad) in Valladolid ging er im Oktober 1992 als Postdoktorand an die University of California at Berkeley, wo er bis 1994 tätig war. Anschließend kehrte er als Assistenzprofessor (Profesor Titular de Universidad) nach Valladolid zurück. Im Jahr 2001 wechselte er an die Universität des Baskenlandes in San Sebastián, wo er seit April 2001 eine Professur innehat und eine Arbeitsgruppe für Nano-Bio-Spektroskopie leitet.
Im Laufe seiner Karriere absolvierte Rubio zahlreiche Forschungsaufenthalte als Gastprofessor im Ausland, darunter im Laboratoire des Solides Irradiés der École polytechnique in Palaiseau (2000–2001), an der Freien Universität Berlin (2005 sowie 2006–2007), an der Universität Montpellier II (2007) und an der University of California at Berkeley im Jahr 2014.
Am Fritz-Haber-Institut der Max-Planck-Gesellschaft in Berlin war Rubio von 2009 bis 2011 Distinguished Visiting Scientist; seit November 2011 ist er auswärtiges wissenschaftliches Mitglied und leitet die dortige Arbeitsgruppe für Theoretische Spektroskopie.
Seit November 2014 ist Ángel Rubio Direktor und Leiter der Abteilung Theorie am Max-Planck-Institut für Struktur und Dynamik der Materie in Hamburg. Seit Juni 2016 trägt er die akademische Bezeichnung Professor der Universität Hamburg. Im Jahr 2017 wurde Rubio Distinguished Research Scientist beim Center for Computational Quantum Physics (CCQ) der Forschungsabteilung Flatiron Institute der Simons Foundation in New York City.

## Wirken
Rubios Forschung betrifft die theoretische Festkörperphysik und insbesondere die Theorie und Modellierung der Eigenschaften von Festkörpern und Nanostrukturen – insbesondere Nanoröhren, Nanodrähte und Halbleiter-Cluster – unter dem Einfluss elektromagnetischer Felder.
Rubio und seine Mitarbeiter entwickeln Methoden zur theoretischen Untersuchung dieser Eigenschaften mithilfe numerischer Methoden. Zu den Arbeitsgebieten gehören Entwicklungen in der Vielteilchentheorie und der zeitabhängigen Dichtefunktionaltheorie (TDDFT, von englisch Time-dependent density functional theory) einschließlich Ab-initio-Beschreibungen elektronischer Anregungen, optischer Spektroskopie und Ultrakurzzeit-Spektroskopie, Rastertunnelmikroskopie und -spektroskopie sowie Röntgenabsorptionsspektroskopie, weiterhin die Charakterisierung der elektronischen und optischen Eigenschaften von Nanostrukturen.

## Ehrungen und Auszeichnungen
Im Jahr 2005 erhielt Ángel Rubio den Friedrich Wilhelm Bessel-Forschungspreis der Alexander von Humboldt-Stiftung. 2004 wurde er Fellow der American Physical Society, 2010 Fellow der American Association for the Advancement of Science (AAAS). 2014 wurde er in die amerikanische National Academy of Sciences (NAS) gewählt. In demselben Jahr wurde ihm der von der Generalitat Valenciana getragene Wissenschaftspreis Premio Rey Jaime I in der Kategorie Grundlagenforschung zuerkannt. 2016 wurde er in die Academia Europaea aufgenommen. Ebenfalls 2016 erhielt Rubio die Medaille der Real Sociedad Española de Física. Für 2018 wurde ihm der Max-Born-Preis zugesprochen. Seit 2020 ist Rubio  Fellow der European Academy of Sciences, seit 2021 auch der European Physical Society, seit 2022 Mitglied der Berlin-Brandenburgischen Akademie der Wissenschaften. Im Jahr 2023 wurde Ángel Rubio als Mitglied der Sektion Physik in die Nationale Akademie der Wissenschaften Leopoldina aufgenommen.
Zudem wurden ihm bisher zwei vom Europäischen Forschungsrat (European Research Council, ERC) finanzierte Forschungsprojekte (Advanced Grants) bewilligt, die an Wissenschaftler mit herausragender Forschungsleistung verliehen werden, und zwar die Projekte DYnamo (2011–2016) und Q-Spec-NewMat (2016–2021).

## Publikationen
Ángel Rubio ist Mitherausgeber mehrerer Konferenzbände und Fachbücher und Autor von mehr als 640 Beiträgen in Peer-Review-Zeitschriften; seine Artikel sind über 48.000-mal zitiert worden. Sein h-Index bei der Literatur- und Zitationsdatenbank Web of Science ist 105 (Stand März 2023).

### Bücher
- R. Vajtai, X. Amymerich, L.B. Kish and A. Rubio (Hrsg.): Nanotechnology, Proceedings of SPIE, Vol. 5118 (2003), ISBN 978-0-8194-4978-8.
- M. A. L. Marques, C. A. Ullrich, F. Nogueira, A. Rubio, K. Burke and E. K. U. Gross (Hrsg.): Time Dependent Density Functional Theory (TDDFT), Lecture Notes in Physics,  Vol. 706, Springer Verlag, 2006, ISBN 978-3-540-35422-2.
- M. A. L. Marques, N. Maitra, F. Nogueira, E. K. U. Gross, A. Rubio (Hrsg.): Fundamentals of Time-Dependent Density Functional Theory, Lecture Notes in Physics, Vol. 837, Springer Verlag, 2012, ISBN 978-3-642-23517-7.
- Su-Huai Wei, Angel Rubio, Hong Guo, Lei Lie (Hrsg.): Computational Semiconductor Materials Science, MRS Vol. 1370, Cambridge University Press, 2012, ISBN 978-1-60511-347-0.

## Video
- Ángel Rubio: How Can New States of Matter Be Generated on a Theoretical Level? In: lt.org. Latest Thinking, abgerufen am 16. März 2017 (englisch, Videopräsentation).